# Walter Peters
Walter Peters (* 14. August 1912 in Poppenbüll; † 8. April 1979 in Dagebüll) war ein deutscher Landwirt und Politiker (FDP).

## Leben und Beruf
Nach dem Abitur 1932 absolvierte Peters eine landwirtschaftliche Ausbildung und war seit 1937 als selbständiger Landwirt tätig. 1936 leistete er eine einjährige freiwillige Militärdienstzeit. Von 1939 bis 1945 nahm er als Soldat am Zweiten Weltkrieg teil, zuletzt als Batterieführer. Nach dem Kriegsende arbeitete er erneut als selbständiger Landwirt. Außerdem war er Verwaltungsratsmitglied der Deutschen Siedlungs- und Landesrentenbank.

## Partei
Peters war bereits zum 1. September 1930 der NSDAP beigetreten (Mitgliedsnummer 290.873) und hatte sich nach dem Krieg zunächst der DP angeschlossen. Er trat 1959 zur FDP über, war seit 1960 Mitglied im Landesvorstand und wurde 1963 zum stellvertretenden Landesvorsitzenden der FDP Schleswig-Holstein gewählt. Außerdem war er seit 1962 Mitglied im FDP-Bundesvorstand.

## Abgeordneter
Peters war Kreistagsmitglied des Kreises Eiderstedt. Dem Deutschen Bundestag gehörte er von 1961 bis 1972 sowie vom 13. Juni 1975, als er für den ausgeschiedenen Abgeordneten Uwe Ronneburger nachrückte, bis zu seinem Tode an. Er war stets über die Landesliste der FDP Schleswig-Holstein ins Parlament eingezogen. Im Bundestag war er Mitglied des Haushalts- und des Agrarausschusses. Von 1969 bis 1972 war der spätere FDP-Bundestagsabgeordnete Jürgen Koppelin Mitarbeiter von Peters in dessen Abgeordnetenbüro.

## Öffentliche Ämter
Peters amtierte seit 1950 als Bürgermeister der Gemeinde Poppenbüll.

## Ehrungen
- 1972: Großes Verdienstkreuz der Bundesrepublik Deutschland
- 1978: Großes Verdienstkreuz mit Stern der Bundesrepublik Deutschland